# أبنر برات
أبنر برات هو قاضي وسياسي أمريكي، ولد في 22 مايو 1801، وتوفي في 27 مارس 1863. انتخب عضو مجلس نواب ميشيغان ‏.